# Karmine (1978.)
Karmine je hrvatska televizijska drama iz 1978. godine, redatelja Ivana Hetricha i scenariju Ive Štivičića koji je napisan prema motivima drame Augusta Cesarca Krčma "Široko grlo" iz 1922. godine.
Film je sniman u svibnju i lipnju 1977. a premijerno je prikazan 23. siječnja 1978. na Prvom programu Televizije Zagreb.

## Glumačka postava
- Krešimir Zidarić kao Kolački
- Emil Glad kao Franjo Prasićek, bivši zastupnik
- Josip Marotti kao sudac Petrić
- Ivo Fici kao gospodin Schuster
- Hermina Pipinić kao gospođa Katarina Schuster
- Dragan Milivojević kao Cico Butković
- Amir Bukvić kao Alojzije, pokojnikov sin
- Neva Rošić kao Liza
- Zvonimir Zoričić kao gospodin Tkalac
- Kruno Valentić kao krčmar Laci
- Sabrija Biser kao odjeveni gospodin Napoleon

## Vanjske poveznice
- Karmine u internetskoj bazi filmova IMDb-a